# Uwe Kern
Uwe Kern (* 1960) ist ein ehemaliger deutscher Handballspieler.

## Werdegang
Kern besuchte die Kinder- und Jugendsportschule in Frankfurt/Oder, in der Jugend kam er sowohl als Torwart als auch als Feldspieler zum Einsatz.
Er bestritt 29 A-Länderspiele für die Deutsche Demokratische Republik. Auf Vereinsebene spielte er für den ASK Vorwärts Frankfurt und wurde mit der Mannschaft 1989 DDR-Meister. Nach dem Ende der DDR wechselte Kern zu Blau-Weiß Spandau.
Als Trainer war am Sportgymnasium Schwerin und in Cottbus als Landesauswahl- und Stützpunkttrainer beschäftigt. 2011 trat Kern bei der HSG Schlaubetal das Amt des Sportlichen Leiters an und hatte gleichzeitig in Briesen eine Stelle als Sportlehrer inne.
Sein Sohn Toni wurde ebenfalls Leistungshandballspieler.